# Prima Categoria Basilicata 1972-1973
Nella stagione 1972-1973 la Prima Categoria lucana era il quinto livello del calcio italiano (il massimo livello regionale). Qui vi sono le statistiche relative al campionato in Basilicata.
Il campionato è strutturato in vari gironi all'italiana su base regionale, gestiti dai Comitati Regionali di competenza. Promozioni alla categoria superiore e retrocessioni in quella inferiore non erano sempre omogenee; erano quantificate all'inizio del campionato dal Comitato Regionale secondo le direttive stabilite dalla Lega Nazionale Dilettanti, ma flessibili, in relazione al numero delle società retrocesse dalla Serie D e perciò, a seconda delle varie situazioni regionali, la fine del campionato poteva avere degli spareggi sia di promozione che di retrocessione.
Il Comitato Regionale della Basilicata organizzò un campionato di Prima Categoria.

Il campionato di Promozione fu organizzato a partire dalla stagione 1976-77.

## Classifica finale
|  | Pos. | Squadra                                 | Pt      | G  | V  | N  | P  | GF | GS | DR  |
|  | ---- | --------------------------------------- | ------- | -- | -- | -- | -- | -- | -- | --- |
|  | 1.   | C.S. Vultur Rionero, Rionero in Vulture | 43      | 28 | 19 | 5  | 4  | 48 | 13 | +35 |
|  | 2.   | U.S. Bernalda, Bernalda                 | 43      | 28 | 17 | 9  | 2  | 41 | 11 | +30 |
|  | 3.   | U.S. Pisticci, Pisticci                 | 40      | 28 | 17 | 7  | 4  | 49 | 29 | +20 |
|  | 4.   | S.C. Sinudyne Tolve, Tolve              | 34      | 28 | 13 | 8  | 7  | 35 | 22 | +13 |
|  | 5.   | A.S. Tourist Hotel Potenza, Potenza     | 33      | 28 | 12 | 9  | 7  | 38 | 30 | +8  |
|  | 6.   | S.C. Avigliano, Avigliano               | 31      | 28 | 11 | 9  | 8  | 43 | 32 | +11 |
|  | 7.   | G.S. Gianni Rivera, Matera              | 30      | 28 | 10 | 10 | 8  | 35 | 27 | +8  |
|  | 8.   | U.S. Libertas Invicta, Potenza          | 29      | 28 | 11 | 7  | 10 | 35 | 28 | +7  |
|  | 9.   | S.C. Policoro, Policoro                 | 27      | 28 | 10 | 7  | 11 | 27 | 30 | -3  |
|  | 10.  | U.S. Stigliano, Stigliano               | 24      | 28 | 6  | 12 | 10 | 34 | 40 | -6  |
|  | 11.  | A.S. Genzano, Genzano di Lucania        | 22      | 28 | 7  | 8  | 13 | 31 | 40 | -9  |
|  | 11.  | G.S. Indipendente, Bernalda             | 22      | 28 | 7  | 8  | 13 | 38 | 48 | -10 |
|  | 13.  | S.C. Ferrandina Pozzi, Ferrandina       | 17      | 28 | 5  | 7  | 16 | 19 | 46 | -27 |
|  | 14.  | G.S. Cristo Re, Pisticci                | 16      | 28 | 5  | 6  | 17 | 28 | 63 | -35 |
|  | 15.  | Pol. Michelino De Bonis, Pietragalla    | 8       | 28 | 3  | 2  | 23 | 14 | 56 | -42 |
|  | ---  | A.S. Libertas, Scanzano Jonico          | Escluso | -- | -- | -- | -- | -- | -- | --  |

## Verdetti finali
- Vultur Rionero promosso dopo doppio spareggio in campo neutro con il Bernalda (risultati 0-0 e 1-0).
- Pisticci 1 punto di penalizzazione.
- Libertas Scanzano escluso dal campionato alla 4ª rinuncia (annullati tutti i risultati).